# Tasmania Islands
Tasmania Islands är öar i Kanada.   De ligger i territoriet Nunavut, i den nordöstra delen av landet, 3 100 km nordväst om huvudstaden Ottawa. Arean är 37 kvadratkilometer.
Terrängen på Tasmania Islands är platt. Öns högsta punkt är 170 meter över havet. Den sträcker sig 9,8 kilometer i nord-sydlig riktning, och 6,8 kilometer i öst-västlig riktning.
Trakten runt Tasmania Islands består i huvudsak av gräsmarker. Trakten runt Tasmania Islands är nära nog obefolkad, med mindre än två invånare per kvadratkilometer.